# ヒラメキノウタ
「ヒラメキノウタ」はA.F.R.Oの配信限定シングル。トイズファクトリーから2013年1月2日に配信された。

## 曲の詳細
1. ヒラメキノウタ [4:04]
  - 作詞 : BYO 作曲 : 田中隼人